# شلایشتینگ (آلمان)
شلایشتینگ (به آلمانی: Schlichting) یک شهر در آلمان است که در دیمارشن واقع شده‌است. شلایشتینگ ۲۳۹ نفر جمعیت دارد.